# Dybbøl (Sønderborg Kommune)
 For alternative betydninger, se Dybbøl. (Se også artikler, som begynder med Dybbøl)
Dybbøl (tysk: Düppel) er en mindre by i Sønderjylland med 2.357 indbyggere  (2024), beliggende i Dybbøl Sogn på Sundeved mellem Stenderup og Dybbøl Banke. Byen ligger i Sønderborg Kommune og tilhører Region Syddanmark.
Dybbøl Kirke er byens vartegn;  men det er den danmarksberømte Dybbøl Mølle ved udkanten af Sønderborg, man først og fremmest forbinder byen med. Dybbøl har udvidet sig de senere år, og nye bebyggelser er kommet til i byområdet.

## Oprindelsen til navnet
Forleddet er et gammelt mandsnavn Dytti, efterleddet -bøl betyder "enkeltgård". Navnet betyder altså "Dyttis enkeltgård", eller måske snarere "Dyttis udflyttergård".

## Dybbøls historie
Slaget ved Dybbøl i 1864 regnes for en vigtig del af danmarkshistorien. Her udkæmpedes mellem preusserne og østrigerne på den ene side og danskerne på den anden et af de afgørende slag i 2. slesvigske krig. Kampene ved Dybbøl var stærkt medvirkende til, at Danmark tabte krigen og måtte ved fredsslutningen afgive områderne Slesvig, Holsten og Lauenborg. Efterfølgende betød det, at Sønderjylland – dvs. området syd for Kongeåen og Ribe – blev afgivet til Tyskland og forblev tysk indtil Genforeningen i 1920, hvor grænsen flyttedes til sit nuværende sted. Dybbøl blev herefter et symbol på Danmarks nederlag og endelige ophør som europæisk krigsmagt.

### Skanserne ved Dybbøl
Den 5. juni 1848 fandt der kampe sted mellem Danmark og Tyskland (Preussen), og her lykkedes det danskerne (trods det at være i undertal) at holde stand over for de tyske tropper. Dette medførte, at den danske stat i 1855 bevilligede penge til tre stærke skanser ved Dybbøl, men arbejdet gik først i gang seks år senere i 1861. 10 skanser var ikke bygget færdige, da tyske soldater rykkede frem i 1864, og trods visse hurtige udbedringer faldt Dybbøls skanser den 18. april efter 34 dages heftige beskydninger, og Danmark måtte kapitulere. Tyskernes styrke var på 37.000 mand, mens danskernes var på 11.000. Ved slagets afslutning var 6.000 soldater blevet dræbt, såret eller tilfangetaget, heraf godt 4.800 danskere. Tyskerne udbyggede herefter skanserne fra 1865-70, bl.a. blev Kongeskansen bygget i denne periode; samme skanse hvor den officielle genforeningsfest fandt sted 11. juli 1920.
Düppel Denkmal indviet 30. september 1872, overlevede Genforeningen i 1920. Natten til 13. maj 1945 blev monumentet sprængt i luften, kort efter befrielsen 5. maj 1945. På den anden side af vejen lå det tyske hotel Düppelhöh, senere omdøbt til Hotel Dybbøl Banke. Hotellet lå i sin tid et par hundrede meter øst for det nuværende Historiecenter Dybbøl Banke.
Mindehøjtideligheden for stormen på Dybbøl den 18. april 1864, var tidligere et dansk arrangement. I 2002 blev det ændret, så tyske soldater også kunne deltage. Det skabte splid i danske kredse.